# Hermann Mercker
Hermann Mercker (auch Märker; * 23. Januar 1583 in Hattingen; † 19. Januar 1630, ebenda) war ein deutscher evangelischer Pfarrer und Stadtchronist.

## Leben
Mercker war ein Sohn des Hattinger Stadtrentmeisters und Bürgermeisters Konrad Frölingh genannt Mercker; seine Mutter Anna Wyschmann war eine Tochter des Pfarrers Erasmus Wiesmann. Im Jahre 1600 schrieb Mercker sich nach dem Besuch der Lateinschule mit nur 17 Jahren an der Universität Marburg ein. Gleichzeitig war er Inhaber der Vicarie St. Stephanie in Hattingen. Ab 1604 besuchte er die Universität Wittenberg. 1605 kehrte er als Pfarrer in den Nachbarort Herbede zurück und gründete dort 1606 die erste Kirchspielschule zur Erziehung und Unterrichtung der Jugend.
Im November 1613 wurde er vom Rat der Stadt Hattingen zum Stadtprediger berufen; er hielt seine Antrittspredigt am 1. Dezember 1613. Im Dezember 1619 wurde Mercker in die erste Pfarrstelle an der Kirche St. Georg in Hattingen eingeführt.
Mercker war seit dem 6. September 1606 mit der Witwe Hilla Holscher geb Kuhweidt verheiratet. Sie heiratete nach Merckers Tod am 9. März 1632 den Hattinger Bürgermeister Rötger Langrötger. Der Sohn Johann Bertram Mercker (1611–1674) wurde ebenfalls Pfarrer in Hattingen, der Sohn Johann Anton Mercker († 1691) und der Enkel Johann Mercker waren Pfarrer in Essen.
Während seiner Amtszeit führte Mercker ein Kirchenbuch, in dem neben einem „Haupt- und Rechenbuch“ (Verzeichnis über die kirchlichen Einnahmen) auch Nachrichten zur Hattinger Stadtgeschichte und zur Geschichte der heimischen Kirche aufgezeichnet sind. 1977 wurde dieses Werk in einem Typoskript zugänglich gemacht. 1992 wurde das Werk gedruckt.

## Veröffentlichungen
- Mercker’sche Chronik. Band 1 Haupt und Rechenbuch. Herausgeber: Helmut Fischer, Stadt Hattingen – Stadtarchiv, 1992.[8]